# 乌什河畔托雷
乌什河畔托雷（法語：Thorey-sur-Ouche，法語發音：[tɔʁɛ syʁ uʃ]）是法国科多尔省的一个市镇，位于该省西南部，属于博讷区。

## 地理
乌什河畔托雷（47°8'48"N, 4°41'45"E）面积12.03 平方千米，位于法国勃艮第-弗朗什-孔泰大區科多尔省，该省份为法国中东部省份，北起奥布省，西接涅夫勒省和约讷省，南至索恩-卢瓦尔省，东南接汝拉省，东临上索恩省，东北部与上马恩省接壤。
与乌什河畔托雷接壤的市镇（或旧市镇、城区）包括：科隆比耶、乌什河畔布利尼、欧拜讷、绍德奈城、克吕热、潘布朗。

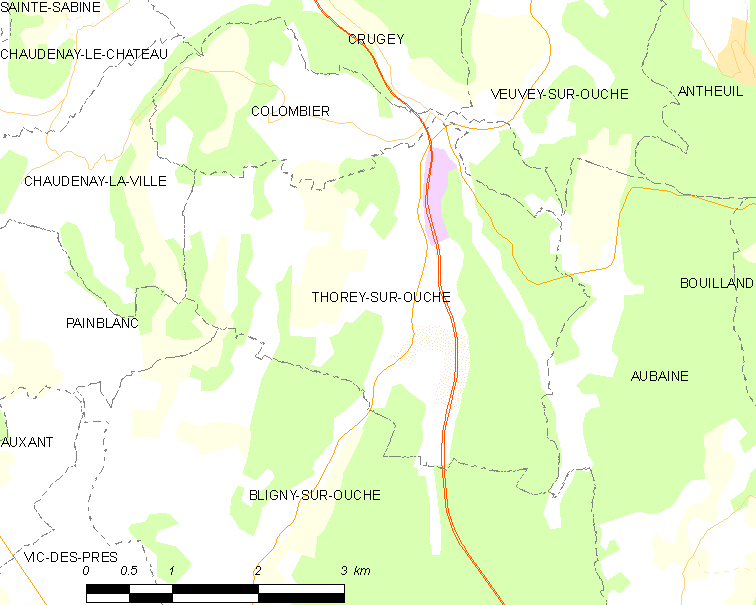
乌什河畔托雷的OSM定位图

乌什河畔托雷的时区为UTC+01:00、UTC+02:00（夏令时）。

## 行政
乌什河畔托雷的邮政编码为21360，INSEE市镇编码为21634。

## 政治
乌什河畔托雷所属的省级选区为阿尔奈勒迪克县。

## 人口

1962-2008年间乌什河畔托雷人口变化图示

乌什河畔托雷于2022年1月1日时的人口数量为141人。